# 播州ハム工業所
有限会社播州ハム工業所（ばんしゅうハムこうぎょうしょ、英称：BANSHU HAM CORP.）は、兵庫県姫路市久保町に本社を置く、ハム・ベーコン・ソーセージなどの製造を営んでいた企業である。

## 会社概要
ハム・ベーコン・ソーセージなどの精肉加工食品の製造販売を専業とする。昔ながらの製造方法で少数生産されているため、大量生産方式を取っていない。
前述のように本物志向を追及しているため、流通経路の開拓も儘ならず、一時は廃業も念頭に浮かんだそうだが、インターネットが普及し始めた1990年代後半から、その品質の高さが口コミで広まり、着実に売り上げを伸ばすと共に、過去には同社とその製品が幾度かテレビ番組で取り上げられたこともある。
姫路市を中心とした播州地域を基盤とし、必要以上の拡大を望んではいないため、製品の流通も姫路市と近隣の店舗に、少量流通しているのみであった。しかし、コストの高騰やそれに伴う商品の値上げによる売り上げ不振を理由に、今後経営が赤字になり取引先や従業員に大きな迷惑がかかる前にと2016年8月20日をもって黒字のまま廃業した。
その後、商号を「HAM株式会社」（エイチエイエム）に変更し、食肉加工品の技術指導、播州ハムブランドの維持･管理、ブランドの構築のコンサルタント活動を行なっている。

## 沿革
- 1950年（昭和25年）2月25日 - 創業
- 1952年（昭和27年）10月 - 関西食肉加工組合（現 日本ハム・ソーセージ工業協同組合関西支部）に加入
- 1962年（昭和37年）7月 - 日本農林規格(ＪＡＳ)の認定工場となる
- 1993年（平成5年）4月 - ハム・ソーセージの通信販売事業を開始
- 1996年（平成8年）10月 - 郵便局の「ふるさと小包優良生産者」に選定される
- 1997年（平成9年）7月 - インターネット通販を開始
- 2016年（平成28年）
  - 8月20日 - 廃業
  - 12月7日 - 商号を「HAM株式会社」に変更

## 受賞・推薦履歴
- 1999年（平成11年）6月 - 日経BESTshop「第1回オンラインショップベスト10」で総合3位、食品部門1位となる
- 2001年（平成13年）4月 - 日経ネットビジネス「ユーザー1000人が選ぶ第2回 ECサイト・ランキング」食品販売サイト部門1位となる
- 2002年（平成14年）
  - 11月 - 第6回日本オンラインショッピング大賞「最優秀中規模サイト賞」を受賞
  - 12月 - 関西IT活用企業百撰に選ばれる
- 2003年（平成15年）11月 - おとりよせ.net 「スーパーセレクトショップ」に選ばれる
- 2007年（平成19年）3月 - ひょうご産業活性化センター「ひょうごの成長企業117社」に選ばれる
- 2011年（平成23年）11月 - 第1回じばさんグランプリ in 西はりま銀賞受賞
- 2013年（平成25年）6月 - 日経新聞ごちそうハムランキング1位
- 2014年（平成26年）11月 - 五つ星ひょうご3年連続選定

（播州ハム工業所Webサイトより）